# Gran Premio motociclistico d'Olanda 1960
Il Gran Premio motociclistico d'Olanda fu il terzo appuntamento del motomondiale 1960.
Si svolse sabato 25 giugno 1960 sul circuito di Assen, ed erano in programma tutte le classi in singolo oltre che i sidecar.
La 500 fu vinta da Remo Venturi (che interruppe la serie di 11 vittorie consecutive ottenute da John Surtees in questa classe), la 350 da John Surtees, la 250 e la 125 da Carlo Ubbiali; come già in altre occasioni tutti i vincitori delle classi in singolo erano equipaggiati da moto MV Agusta. Curiosamente, il pilota rhodesiano Gary Hocking si piazzò secondo in tutte le prove ad eccezione della classe regina.
Fu questo anche il debutto nel motomondiale della Aermacchi che si presentò al via della 250 con una monocilindrica condotta da Alberto Pagani. La gara delle 350 fu funestata da un incidente accaduto a Peter Ferbrache che morirà pochi giorni dopo.
Durante le prove si erano infortunati i piloti titolari della Honda Tom Phillis e Naomi Taniguchi, sostituiti dalla casa motociclistica giapponese con Jim Redman e Jan Huberts.
Tra le motocarrozzette si impose l'equipaggio composto da Peter 'Pip' Harris e Ray Campbell su BMW al primo loro successo nel mondiale.

## Classe 500
Furono 21 i piloti alla partenza e ne vennero classificati 12 al termine della prova. Tra i ritirati John Hartle, John Surtees, Bob Anderson e Bert Schneider.

### Arrivati al traguardo
| Pos. | Pilota          | Moto      | Tempo        | Punti |
| ---- | --------------- | --------- | ------------ | ----- |
| 1    | Remo Venturi    | MV Agusta | 1h 32' 41" 2 | 8     |
| 2    | Bob Brown       | Norton    | +30" 5       | 6     |
| 3    | Emilio Mendogni | MV Agusta | +32" 6       | 4     |
| 4    | Paddy Driver    | Norton    | +1' 05" 0    | 3     |
| 5    | Mike Hailwood   | Norton    | +1' 31" 1    | 2     |
| 6    | Dickie Dale     | Norton    | +2' 39" 9    | 1     |
| 7    | Frank Perris    | Norton    | +1 giro      |       |
| 8    | Ron Miles       | Norton    | +1 giro      |       |
| 9    | Ernst Hiller    | BMW       | +1 giro      |       |
| 10   | Fumio Itō       | BMW       | +1 giro      |       |
| 11   | Jack Findlay    | Norton    | +1 giro      |       |
| 12   | Anton Elbersen  | BMW       | +3 giri      |       |

## Classe 350

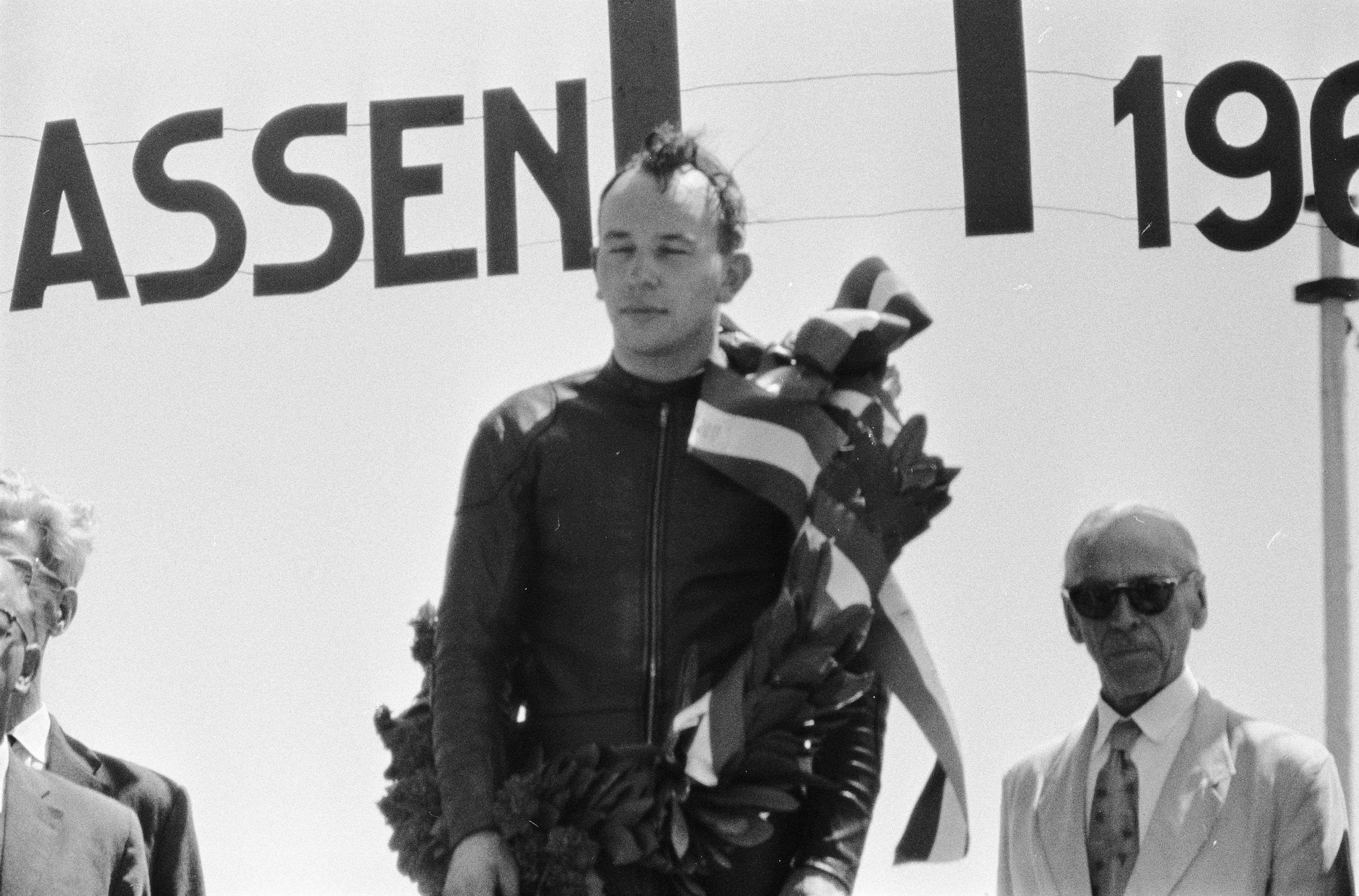
Il vincitore della 350 John Surtees

### Arrivati al traguardo
| Pos. | Pilota              | Moto      | Tempo        | Punti |
| ---- | ------------------- | --------- | ------------ | ----- |
| 1    | John Surtees        | MV Agusta | 1h 08' 43" 7 | 8     |
| 2    | Gary Hocking        | MV Agusta | +25" 5       | 6     |
| 3    | Bob Anderson        | Norton    | +2' 17" 8    | 4     |
| 4    | Bob Brown           | Norton    | +2' 23" 6    | 3     |
| 5    | Paddy Driver        | Norton    | +2' 44" 6    | 2     |
| 6    | John Hempleman      | Norton    | +2' 46" 2    | 1     |
| 7    | Jim Redman          | Norton    | +3' 37" 8    |       |
| 8    | Frank Perris        | Norton    | +1 giro      |       |
| 9    | Ron Miles           | Norton    | +1 giro      |       |
| 10   | William van Leeuwen | Norton    | +1 giro      |       |
| 11   | Karl Hoppe          | AJS       | +1 giro      |       |
| 12   | Bert Schneider      | Norton    | +1 giro      |       |
| 13   | Raymond Bogaerdt    | Norton    | +1 giro      |       |
| 14   | Dickie Dale         | Norton    | +1 giro      |       |
| 15   | Jacques Insermini   | Norton    | +1 giro      |       |
| 16   | Jack Findlay        | Norton    | +1 giro      |       |
| 17   | B. West             | Norton    | +1 giro      |       |
| 18   | Joop Vogelzang      | Norton    | +2 giri      |       |

## Classe 250

### Arrivati al traguardo
| Pos. | Pilota            | Moto      | Tempo     | Punti |
| ---- | ----------------- | --------- | --------- | ----- |
| 1    | Carlo Ubbiali     | MV Agusta | 58' 54" 0 | 8     |
| 2    | Gary Hocking      | MV Agusta | +30" 3    | 6     |
| 3    | Luigi Taveri      | MV Agusta | +57" 1    | 4     |
| 4    | John Hempleman    | MZ        | +1' 13" 9 | 3     |
| 5    | Mike Hailwood     | Ducati    | +2' 55" 2 | 2     |
| 6    | Ernst Degner      | MZ        | +3' 22" 2 | 1     |
| 7    | Jan Huberts       | Honda     | +3' 32" 4 |       |
| 8    | Jim Redman        | Honda     | +1 giro   |       |
| 9    | Alberto Pagani    | Aermacchi | +1 giro   |       |
| 10   | Rudolf Thalhammer | NSU       | +1 giro   |       |
| 11   | Horst Kassner     | NSU       | +1 giro   |       |
| 12   | Günter Beer       | Adler     | +1 giro   |       |
| 13   | Horst Burkhardt   | NSU       | +2 giri   |       |
| 14   | Siegfried Lohmann | Adler     | +2 giri   |       |
| 15   | Jan Welp          | NSU       | +2 giri   |       |

## Classe 125

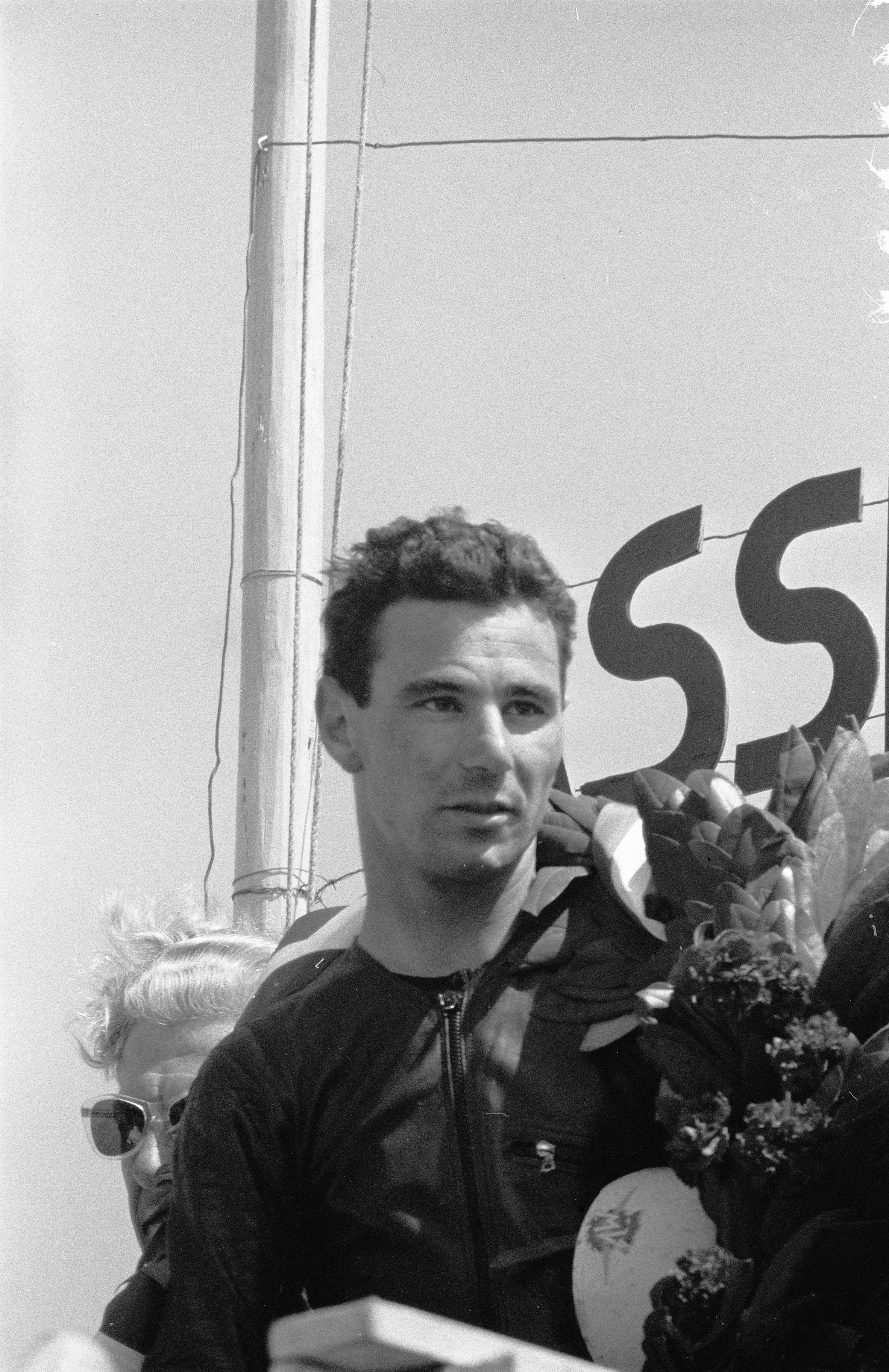
Il vincitore della 125 Carlo Ubbiali

### Arrivati al traguardo
| Pos. | Pilota           | Moto      | Tempo     | Punti |
| ---- | ---------------- | --------- | --------- | ----- |
| 1    | Carlo Ubbiali    | MV Agusta | 52' 42" 2 | 8     |
| 2    | Gary Hocking     | MV Agusta | +3" 1     | 6     |
| 3    | Alberto Gandossi | MZ        | +23" 7    | 4     |
| 4    | Jim Redman       | Honda     | +41" 1    | 3     |
| 5    | Ernst Degner     | MZ        | +1' 25" 0 | 2     |
| 6    | Giichi Suzuki    | Honda     | +2' 17" 1 | 1     |
| 7    | Alberto Pagani   | MV Agusta | +2' 43" 0 |       |
| 8    | Mike Hailwood    | Ducati    | +3' 21" 3 |       |
| 9    | Han Leenheer     | Ducati    | +2 giri   |       |
| 10   | Jaap Stoltenkamp | NSU       | +2 giri   |       |

## Classe sidecar

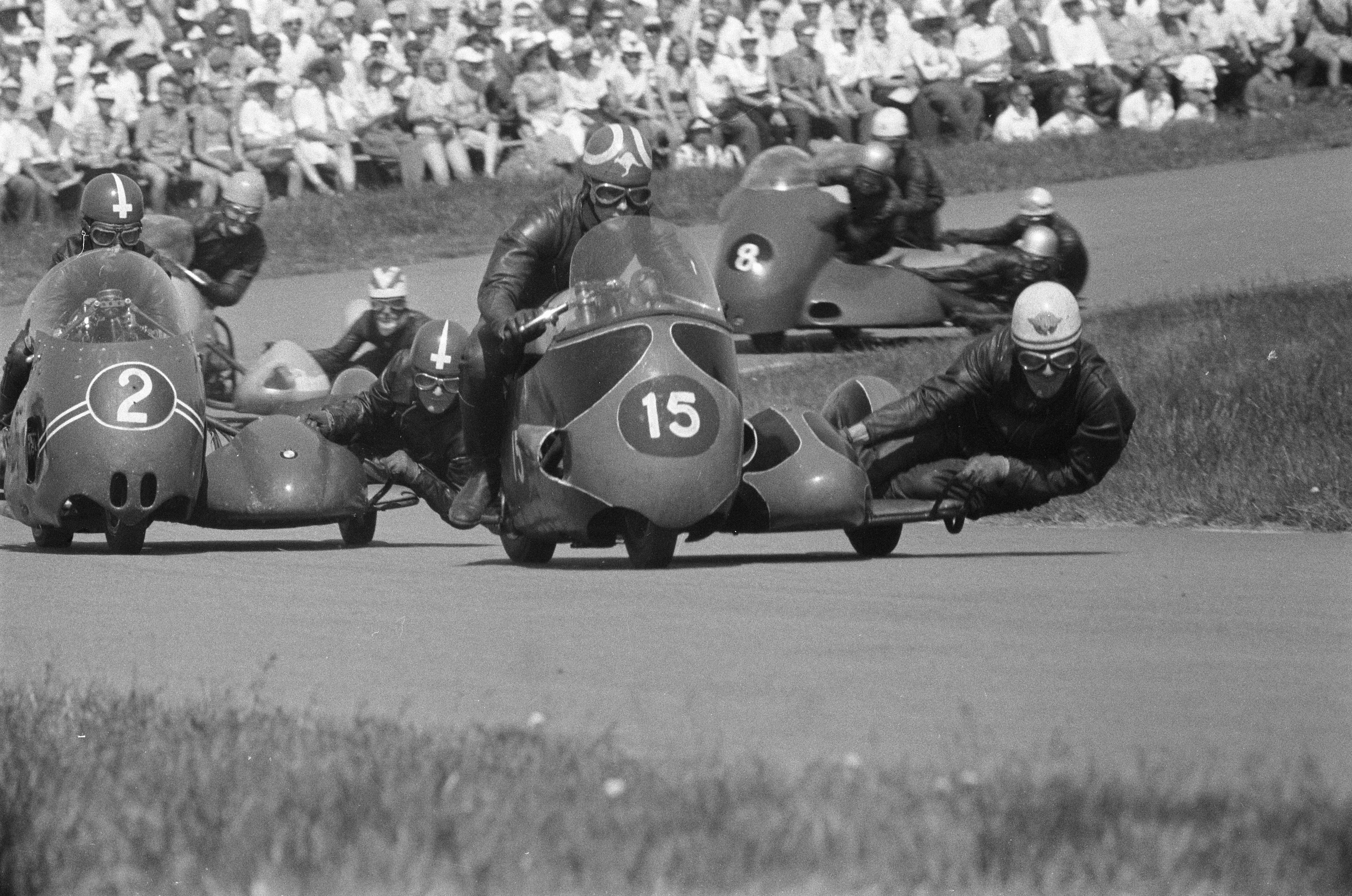
Una fase di gara dei sidecar

### Arrivati al traguardo
| Pos. | Pilota             | Passeggero         | Moto   | Tempo     | Punti |
| ---- | ------------------ | ------------------ | ------ | --------- | ----- |
| 1    | Peter 'Pip' Harris | Ray Campbell       | BMW    | 53' 26" 2 | 8     |
| 2    | Helmut Fath        | Alfred Wohlgemuth  | BMW    | +31" 0    | 6     |
| 3    | Fritz Scheidegger  | Horst Burkhardt    | BMW    | +1' 19" 9 | 4     |
| 4    | Edgar Strub        | Hilmar Cecco       | BMW    | +1' 10" 5 | 3     |
| 5    | Bill Boddice       | Graham Stokes      | Norton | +1' 36" 1 | 2     |
| 6    | Max Deubel         | Horst Höhler       | BMW    | +1' 57" 6 | 1     |
| 7    | Claude Lambert     | Rodolphe Rüfenacht | BMW    | +1 giro   |       |
| 8    | Bill Beevers       | John Chisnall      | BMW    | +1 giro   |       |
| 9    | Otto Kölle         | Dieter Hess        | BMW    | +1 giro   |       |
| 10   | Bošco Šnajder      | Stanko Šajnović    | BMW    | +1 giro   |       |
| 11   | John Tickle        | Cathy Tickle       | Norton | +1 giro   |       |
| 12   | Ray Foster         | Brian Armstrong    | Norton | +1 giro   |       |
| 13   | O. Salter          | R. Piranni         | Norton | +1 giro   |       |
| 14   | Harmen van der Wal | Jan van Gelder     | Norton | +2 giri   |       |
| 15   | Leo Münninghoff    | F. Broersma        | Norton | +2 giri   |       |
| 16   | Florian Camathias  | Roland Föll        | BMW    | +3 giri   |       |